# Bahnhof Köln-Bocklemünd
Der ehemalige Bahnhof Köln-Bocklemünd lag an der Bahnstrecke Köln–Mönchengladbach (Streckenkilometer 5,6), unmittelbar an der Bundesstraße 59 im Süden des Kölner Stadtteils Bocklemünd/Mengenich und wurde Anfang der 1970er Jahre stillgelegt und zurückgebaut, Gebäude wurden abgerissen.

## Nutzungsdauer
Der Bahnhof wurde 1899 eröffnet. Im Zweiten Weltkrieg wurden viele Teile des alten Bahnhofes zerstört, da unmittelbar am Bahnhof der Einmarschweg der amerikanischen Armee zur Kölner Innenstadt entlangführte. Schon damals gab es eine Diskussion, ob der Bahnhof wieder aufgebaut werden sollte. Man entschied sich knapp für eine Wiederinbetriebnahme. 
Allerdings wurde das alte Empfangsgebäude nicht wieder errichtet und durch einen kleineren Neubau ersetzt. Durch den Neubau der WDR-Studios Bocklemünd in den 1960er Jahren bekam der Bahnhof noch einmal einen kurzen Passagierboom.
Als das Passagieraufkommen vor allem durch den Neubau der Kölner Stadtbahn bis nach Bocklemünd und durch neue Busverbindungen in der Folgezeit immer mehr nachließ, wurde der Bahnhof in den 1970er Jahren fast völlig aus dem Fahrplan genommen. Nur zu Stoßzeiten oder zu Fußballspielen des 1. FC Köln hielten bis 1974 hier noch wenige Regionalzüge. Ende 1974 wurde der Bahnhof dann komplett stillgelegt.
Im November 1980 hielten für einen Tag wieder Züge, weil aufgrund der Papstmesse am Butzweilerhof ein enormer Pilgeransturm herrschte.
Mitte der 1980er Jahre wurde der Bahnhof schließlich abgerissen.

## Der Bahnhof heute
Heute erinnert noch eine alte Unterführung an den Standort des Bahnhofes. Die Unterführung wurde komplett mit Beton verfüllt. Die Bahnsteige wurden abgerissen, das in den 1950er Jahren errichtete Empfangsgebäude dient mittlerweile einem Schrottplatz. Daher ist der ehemalige Bahnhof heute nur noch schwer zu erahnen.
Südlich des Bahnhofes, in Richtung Köln, befanden sich eine Verladerampe und eine Überholstelle, die noch bis in die 1990er Jahre genutzt wurden. Die Verladerampe diente bis Ende der 1990er Jahre dem Schrottplatz. Die Gleise (auch die der Überholstelle) wurden Ende der 1990er Jahre komplett entfernt. Die Verladerampe wurde Mitte 2006 abgerissen.

## Mögliche Reaktivierung
Nach einer Vorlage für die Verbandsversammlung des Zweckverband Nahverkehr Rheinland wird die Reaktivierung des Bahnhofs als Haltepunkt angestrebt. Vorbedingung ist hierfür die Einrichtung eines S-Bahn-Verkehrs auf der Strecke (Mönchengladbach – Grevenbroich –) Pulheim – Köln, die Teil des mittelfristigen Planungskonzeptes des NVR (Zielnetze 2020 und 2030) ist.

## Einzelbelege
1. ↑  Abfrage der Kursbuchstrecke 465 bei der Deutschen Bahn.
2. ↑  Vorlage zur Sitzung der Verbandsversammlung am 12.12.2014 : Reaktivierung des Haltepunktes Köln-Bocklemünd. Zweckverband Nahverkehr Rheinland, abgerufen am 9. Dezember 2014 (Drucksache 3-02-14-1.11).